# Стефанаконі
Стефанаконі (італ. Stefanaconi, сиц. Stefanacuni) — муніципалітет в Італії, у регіоні Калабрія,  провінція Вібо-Валентія.
Стефанаконі розташоване на відстані близько 480 км на південний схід від Рима, 50 км на південний захід від Катандзаро, 3 км на схід від Вібо-Валентії.
Населення — 2525 осіб (2014).
Щорічний фестиваль відбувається 6 грудня. Покровитель — святий Миколай vescovo.

## Демографія
Населення за роками:

Станом на 1 січня 2023 року в муніципалітеті офіційно проживало 120 іноземців з 8 країн, серед них 26 громадян країн Євросоюзу.

## Сусідні муніципалітети
- Франчика
- Джерокарне
- Піццоні
- Сант'Онофріо
- Соріано-Калабро
- Ваццано
- Вібо-Валентія